# لورا غوميز (ممثلة)
لورا غوميز (بالإنجليزية: Laura Gómez)‏ هي ممثلة أمريكية، ولدت في 1979 في نيوجيرسي في الولايات المتحدة.

## أعمال

### مسلسلات
- قانون ونظام

## وصلات خارجية
- الموقع الرسمي
- لورا غوميز على موقع IMDb (الإنجليزية)
- لورا غوميز على موقع ألو سيني (الفرنسية)
- لورا غوميز على موقع أول موفي (الإنجليزية)
- لورا غوميز على موقع قاعدة بيانات الفيلم (الإنجليزية)
- لورا غوميز على موقع كينوبويسك (الروسية)
- لورا غوميز على موقع كينوبويسك (الروسية)